# Timothy Loubineaud
Timothy Loubineaud (ur. 5 czerwca 1996 w Arcachon) – francuski łyżwiarz szybki.
Na mistrzostwach świata na dystansach w Calgary w 2024 był czwarty w biegu na 5000 m i ósmy w biegu drużynowym.
Na podium zawodów Pucharu Świata pierwszy raz stanął 24 listopada 2024 w Nagano, wygrywając bieg masowy. W sezonie 2024/2025 zajął trzecie miejsce w klasyfikacji końcowej biegu masowego.